# Hans Böhringer
Johannes „Hans“ Josef Böhringer (* 14. April 1915 in Neckarsulm; † 17. Februar 1987 oder 18. Februar 1987) war ein deutscher Theologe, Musikwissenschaftler und Psychotherapeut. Als Studienprofessor hat er zahlreiche Schriften zu religiösen Alltagsfragen aus tiefenpsychologischer Sicht veröffentlicht.
Er war der Sohn des NSU-Direktors Josef August Böhringer (1883–1972), besuchte die Volksschule und die Lateinschule in Neckarsulm und zuletzt das Heilbronner Karlsgymnasium, wo er 1934 sein Abitur ablegte. Bis 1938 studierte er Theologie in Tübingen, danach trat er in das Rottenburger Priesterseminar ein, wo er am 25. März 1939 zum Priester geweiht wurde. In den Kriegsjahren 1939 bis 1945 war Böhringer als Vikar in Waiblingen tätig. Dort war er eine wichtige Kontaktperson für Gruppen aus dem katholischen Untergrund. Die Gestapo brachte ihn mit den Geschwistern Scholl in Zusammenhang, er blieb jedoch vor Verfolgung bewahrt. Ebenfalls während der Kriegsjahre studierte er neun Semester katholische Kirchenmusik an der Hochschule für Musik in Stuttgart. Nach Kriegsende war er Seelsorger in Schwäbisch Gmünd, bevor er 1947 für ein Jahr beurlaubt wurde, um sein Studium der Kirchenmusik bei Hugo Distler und Johann Nepomuk David abzuschließen. Seine Abschlussarbeit behandelte den Orgelbau des Hochstifts Paderborn. Von 1949 bis 1953 war er Vikar in Eßlingen am Neckar und Kaplan in Stuttgart. Ab 1953 war er Orgelsachverständiger für verschiedene Dekanate, außerdem nahm er eine Tätigkeit als Religionslehrer am Wilhelmsgymnasium Stuttgart und am Zeppelin-Gymnasium Stuttgart an. Zugleich begann er eine Ausbildung zum Psychotherapeuten an der Stuttgarter Akademie für Psychotherapie. 1972 wurde er zum Studienprofessor ernannt und übernahm das Referat Sexualerziehung und Vorbeugung gegen die Drogensucht beim baden-württembergischen Kultusministerium.
Böhringer wurde am 25. Februar 1987 auf dem Alten Friedhof in Neckarsulm beigesetzt.